# Санта-Мария-де-лос-Анхелес (муниципалитет)
Санта-Мари́я-де-лос-А́нхелес (исп. Santa María de los Ángeles) — муниципалитет в Мексике, в штате Халиско, с административным центром в одноимённом городе. Численность населения, по данным переписи 2020 года, составила 3515 человек.

## Общие сведения
Название Santa María de los Ángeles дано по названию римской церкви Санта-Мария-дельи-Анджели-э-дей-Мартири.
Площадь муниципалитета равна 260,8 км², что составляет 0,3 % от общей площади штата, а наиболее высоко расположенное поселение Саус-де-лос-Маркес находится на высоте 2226 метров.
Санта-Мари́я-де-лос-А́нхелес граничит с другими муниципалитетами штата Халиско: на севере с Уэхукаром, на юге и западе с Колотланом, а на востоке с другим штатом Мексики — Сакатекасом.

## Учреждение и состав
Впервые муниципалитет был образован 9 ноября 1861 года, но из-за малого количества жителей был упразднён 3 мая 1872 года, однако, 17 февраля 1875 года был восстановлен в своих правах.
По данным 2020 года в его состав входит 22 населённых пункта, самые крупные из которых:
| Код INEGI                  | Населённый пункт | Численность населения (2005 год) | Численность населения (2010 год) | Численность населения (2020 год) |
| -------------------------- | --- | -------------------------------- | -------------------------------- | -------------------------------- |
| 081                        | Всего | 3687                             | 3726                             | 3515                             |
| 0001                       | Санта-Мария-де-лос-Анхелес (исп. Santa María de los Ángeles) 22°10′24″ с. ш. 103°13′23″ з. д. (административный центр) | 897                              | 957                              | 927                              |
| 0023                       | Саус-де-лос-Маркес (исп. Sauz de los Márquez) 22°06′51″ с. ш. 103°07′06″ з. д.                                         | 568                              | 548                              | 490                              |
| 0038                       | Баррио-де-Тапьяс (исп. Barrio de Tapias) 22°11′01″ с. ш. 103°13′36″ з. д.                                              | 397                              | 479                              | 478                              |
| 0009                       | Уакаско (исп. Huacasco) 22°12′51″ с. ш. 103°05′42″ з. д.                                                               | 389                              | 358                              | 301                              |
| 0028                       | Вейнтьюно-де-Марсо (исп. Veintiuno de Marzo (La Hiedrita)) 22°14′14″ с. ш. 103°05′03″ з. д.                            | 277                              | 231                              | 229                              |
| 0027                       | Тенаско-де-Арриба (исп. Tenasco de Arriba) 22°11′14″ с. ш. 103°09′46″ з. д.                                            | 233                              | 198                              | 189                              |
| —                          | Прочие | 929                              | 955                              | 901                              |
| Названия на карте Генштаба | |                                  |                                  |                                  |

## Экономическая деятельность
По статистическим данным 2000 года, работоспособное население занято по секторам экономики в следующих пропорциях:
- сельское хозяйство, животноводство и рыбная ловля — 38,9 %;
- промышленность и строительство — 30,3 %;
- торговля, сферы услуг и туризма — 28,4 %;
- безработные — 2,4 %.

## Инфраструктура
По статистическим данным 2020 года, инфраструктура развита следующим образом:
- электрификация: 99,1 %;
- водоснабжение: 85,1 %;
- водоотведение: 95,3 %.